# Pénétrante de Batna
La pénétrante de Batna est une autoroute de 62 km, en construction en Algérie.

## Projet
La pénétrante de Batna est la première des autoroutes qui doivent relier l'Autoroute Est-Ouest à l'Autoroute des Hauts Plateaux. Celle de Batna n'a été validée qu'en 2013 alors que jusque-là la ville de Batna ne devait être reliée qu'à travers les dédoublements de la RN3 en direction de Constantine et de la RN75 en direction de Sétif.
Le tracé de cette pénétrante travers les territoires des wilayas de Mila, Oum El Bouaghi et Batna, depuis la sortie autoroutière de Chelghoum Laïd, jusqu'à la ville de Batna, en croisant les RN75 et RN3.
Elle est longue de 62 km avec un profil en 2x3 voies.

## Travaux
Les travaux ont été officiellement lancés le 3 juillet 2014 par le Premier Ministre Abdelmalek Sellal, pour un coût de 45 milliards de DZD (400 millions d'€).
Le projet a été découpé en deux lots. Le premier lot de 20 km situé dans la wilaya de Batna a été lancé en premier.
Relancement des Traveaux en 28 Mars 2024 Avec des expectations de livrer un tronçon de 20km de Djerma (Batna) jusqu'a Bir Chouhada(Oum El Bouaghi) avant la fin de l'année 2024

## Livraison
Un premier tronçon de 22 km entre la RN 75 près de l'aéroport de Batna et le CW17 entre Lazrou et Bir Chouhada, a été inauguré le 3 juillet 2025.